# Route 436 (Terre-Neuve-et-Labrador)
Pour les articles homonymes, voir Route 436.
La route 436 est une route tertiaire de la province de Terre-Neuve-et-Labrador d'orientation nord-est/sud-ouest située dans le nord de l'île de Terre-Neuve, dans l'extrémité nord-est de la péninsule Northern. Elle est une route moyennement fréquentée et touristique, reliant la route 430 à L'Anse aux Meadows, site historique de la population Viking. Elle suit l'océan Atlantique sur ses 14 derniers kilomètres. Route alternative de la 430, elle est nommée L'Anse aux Meadows Road, mesure 31 kilomètres, et est une route asphaltée sur l'entièreté de son tracé.

## Communautés traversées
- St. Lunaire
- Griquet
- Gunners Cove
- Noddy Bay
- Hay Cove
- L'Anse aux Meadows

## Attraits
- Norstead
- L'Anse aux Meadows Historical Site
- Village de l'Anse aux Meadows